# Ginástica cerebral
Ginástica cerebral nasceu da necessidade de  manter o cérebro constantemente em exercício. Sua importância deve-se ao fato de que para que todo o trabalho de resgate e cruzamento de informações aconteça com eficácia e rapidez, seja fundamental que o cérebro esteja com todas as suas sinapses devidamente desimpedidas, ativas, em forma e aptas a serem utilizadas. Só assim as informações arquivadas serão resgatadas no momento certo, no tempo necessário e circularão com rapidez, auxiliando nas decisões, com maior precisão, eficácia e agilidade.
Esta forma da ginástica é praticada através de exercícios e movimentos coordenados do corpo que, executados de maneira apropriada, acessam e estimulam partes específicas do cérebro, antes pouco utilizadas e/ou desconectadas do conjunto cerebral. Um exemplo dessa prática são ordens simples recebidas pelo cérebro, transmitidas ao corpo em forma de movimentos, que são, gradativamente agilizadas. É o objetivo da ginástica cerebral, estimular os hemisférios do órgão, para que trabalhem simultânea e integralmente, o que oferece a possibilidade de utilização do cérebro de maneira total, em todo o seu potencial para memorização e aprendizado, com maior velocidade e eficiência.
Nascida na década de 1970, na Universidade da Califórnia, esta modalidade é trabalhada junto aos princípios filosóficos e técnicos do tai chi chuan, da acupuntura e da yoga, a fim de aproveitar todo o potencial do cérebro.